# Adelaidin ostrov
Adelaidin ostrov je ostrov sopečného původu v západní Antarktidě. Je součástí pásu ostrovů, který se táhne po západní straně Antarktického poloostrova od Viktoriiny země až k Jižním Shetlandám. Jeho rozloha je 4463 čtverečních kilometrů a je tak sedmým největším ostrovem Antarktidy. Nejvyšší bod ostrova, Mount Gaudry, má nadmořskou výšku 2565 metrů nad mořem.
Ostrov objevil 15. února 1832 John Biscoe a pojmenoval ho po britské královně Adelheidě Sasko-Meiningenské.